# Heunisch (Rebsorte)

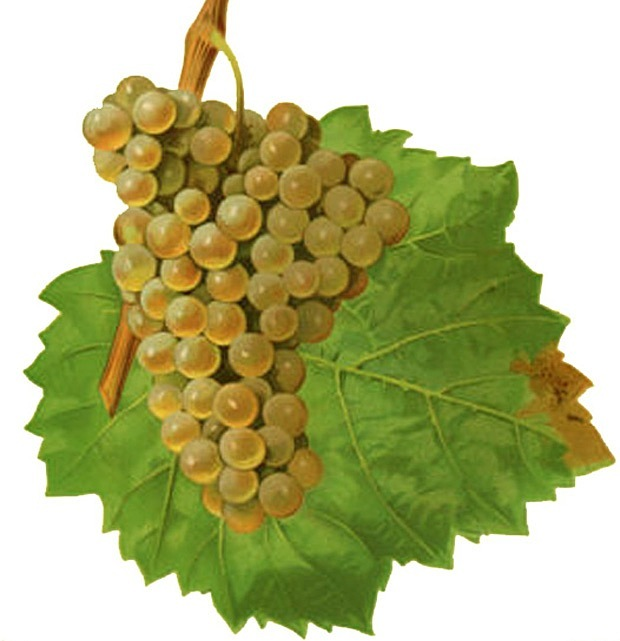
Heunisch weiß, in einer Darstellung von Viala und Vermorell

Heunisch war in Mitteleuropa bis zur Mitte des 19. Jahrhunderts die wichtigste Weißweinsorte. Besonders zeichnete sie sich durch hohen Ertrag und späten Austrieb aus. Damit war sie ertragssicher in Jahren mit Spätfrösten. Diese Sortenmerkmale waren im Mittelalter wichtige Eigenschaften. Der Wein ist dünn, extraktarm und säurereich.
Genanalysen ergaben, dass 119 der heute bekannten Rebsorten nachweislich vom Heunisch abstammen. Durch natürliche Kreuzung mit Burgunder oder Vitis vinifera subsp. silvestris sind zum Beispiel die Sorten Chardonnay und Riesling entstanden.
Heunisch ist mit dem Traminer eine der Stammsorten vieler europäischen Rebsorten.

## Herkunft, Verbreitung
Es handelt sich um eine sehr alte Rebsorte, deren Herkunft und Wanderung nur auf Vermutungen beruhen. Gut gesichert scheint die Wanderung von Ost nach West, weil die Sorte auch an der Entstehung ungarischer Sorten, wie zum Beispiel Furmint, beteiligt war. Die späte Reife und die Winterfrostempfindlichkeit legen seine Urheimat in südlichere Gebiete. Drei Einwanderungshypothesen werden häufig genannt. Die Art und Weise und wann die Einwanderung passierte, ist ungewiss und wird auf Grund fehlender Datenlage wohl kaum geklärt werden können. Als Migrationswege sind denkbar:
- von Osten nach Westen unter Attila († 453) durch die Hunnen, die die germanischen Stämme unterwarfen;
- mit den Ungarn/Magyaren 905 oder 922;
- mit süddeutschen Siedlern, die im 9. bzw. 11. Jahrhundert nach Siebenbürgen und Ungarn ausgewandert sind und Reiser in ihre Heimat schickten.

Anzunehmen ist auch, dass die Sorte eher in Friedenszeiten nach Mitteleuropa gebracht wurde, da nur in diesen Zeiten die Kultur und Pflege in Weingärten möglich war.
Von Süddeutschland ausgehend verbreitete sich die Sorte wahrscheinlich nach Frankreich und die Schweiz. 

### Huntscher und frentscher Wein
Im Hoch- und Spätmittelalter unterschied man in den deutschen Anbaugebieten zwischen  huntschen oder hunnischen (Pannonien) und frentschen oder fränkischen Reben. Der Name Heunisch wird oft mit der Bezeichnung „hunnisch“, „huntsch“ oder „hünsch“ in Verbindung gebracht. Zunächst wurde „hunnisch“ oder „heunisch“ von den Hunnen hergeleitet. Gemeint ist jedoch nicht das Reitervolk der Völkerwanderungszeit, sondern das Volk der Ungarn und ihr Siedlungsgebiet in der pannonischen Ebene, dessen Ausdehnung im Mittelalter wesentlich größer war als der heutige Staat Ungarn. Philip Jacob Sachs schreibt 1661 in seiner Ampelographie: Heunisch sei zu Beginn des 10. Jahrhunderts von den Hunnen oder den Ungarn während ihrer Raubzüge nach Deutschland gebracht worden. Im isidorischen Glossar Summarium Heinrici taucht die Bezeichnung huniscdrubo auf. Der Text des Isidortext war verderbt. Balanite wurde fälschlich balatine geschrieben, was Heinrich als große Trauben übersetzte. Dass sich der ursprüngliche isidorische Begriff balanin auf die Größe von Eicheln bezog und von Heinrich nicht verstanden wurde, ist in diesem Zusammenhang nebensächlich. Aufschlussreich ist vielmehr, dass Heinrich die großen Trauben mit dem Balaton, dem Plattensee, in Verbindung brachte und entsprechend als huniscdrubo übersetzte. Ihm dürfte somit eine aus Ungarn stammende Rebsorte mit großen Trauben bekannt gewesen sein, die offenbar am Plattensee angebaut wurde.

Seit dem Hochmittelalter ist der Heunisch in allen mitteleuropäischen Ländern vertreten. Die Verbreitung von Nordost- und Westfrankreich über die Schweiz, Südwestdeutschland, Österreich, Ungarn bis Osteuropa ist durch die Namenkunde belegt.
In französischen Quellen wird der Heunisch seit dem 13. Jahrhundert Gouais Blanc genannt. Philippe de Beaumanoir erwähnt 1283 den Roten Heunisch als eine einfache Rebsorte, für die man beim Verkauf nur die Hälfte des Grauburgunders erhält. Aufgrund der mäßigen Weinqualität ist die Sorte aus den Weinbergen Frankreichs fast völlig verschwunden. In Lothringen wurden bereits im Jahr 1598 Rodungen existierender Rebflächen angeordnet. Die Sorte hielt sich jedoch trotz dieser und später erfolgter Anordnungen, da sie enorm ertragsstark ist. Außerdem treibt sie im Frühjahr spät aus. Die empfindlichen Blüten entgehen daher meist den Frühjahrsfrösten.
Als Gwäss wird die französische Bezeichnung in der deutschsprachigen Schweiz entlehnt. Im 16. Jahrhundert gelangte die Sorte in die Schweiz, wo sie heute noch unter der Bezeichnung Gwäss im Oberwallis angebaut wird. Weit verbreitet war der Heunisch in Ost- und Südosteuropa und lieferte hier gute Qualitäten. In Siebenbürgen wurde aus ihm zum Beispiel der berühmte Cotnari erzeugt.
Die Sorte wurde gegen Ende des 18. Jahrhunderts nicht mehr empfohlen und ausgepflanzt. Heute sind nur äußerst geringe Bestände mit Heunisch vorhanden.

## Abstammung
Es handelt sich um eine sehr alte Rebsorte, deren Abstammung nicht bekannt ist.
Von großer Bedeutung ist, dass Heunisch (= Goais blanc) bei einer großen Anzahl von heute wichtigen Rebsorten als natürlicher Kreuzungspartner (Spontankreuzung) fungierte. Folgende Liste beinhaltet einen Teil bekannter Rebsorten.
- Heunisch × Pinot

Aligoté, Aubin Vert, Auxerrois, Bachet Noir, Beaunoir, Chardonnay, Dameron, Franc Noir de la Haute Saône, Gamay Blanc Gloriod, Gamay, Knipperlé, Melon de Bourgogne, Peurion, Romorantin, Roublot und Sacy.
Bei der Pinot-Sorte handelte es sich höchstwahrscheinlich um den Pinot Noir (die genetische Nähe von Pinot Noir, Pinot Gris und Pinot Blanc macht eine genauere Bestimmung noch nicht möglich). Die Häufigkeit der spontanen Kreuzung zwischen den Pinot-Sorten und Heunisch lässt sich dadurch erklären, dass die Pinot mit Heunisch in Frankreich, speziell in Burgund und Champagne, einige Jahrhunderte gemeinsam in den Weingärten ausgepflanzt und vermehrt wurden.
- Heunisch × Chenin Blanc

Colombard, Meslier-Saint-François, Balzac Blanc
- Heunisch × Blaue Zimmettraube

Blaufränkisch
- Heunisch × unbekannte Rebsorte

Muscadelle
- Heunisch × Vitis sylvestris × Traminer-Klon

Riesling, Weißer Räuschling, Weißer Elbling

## Ampelografische Merkmale

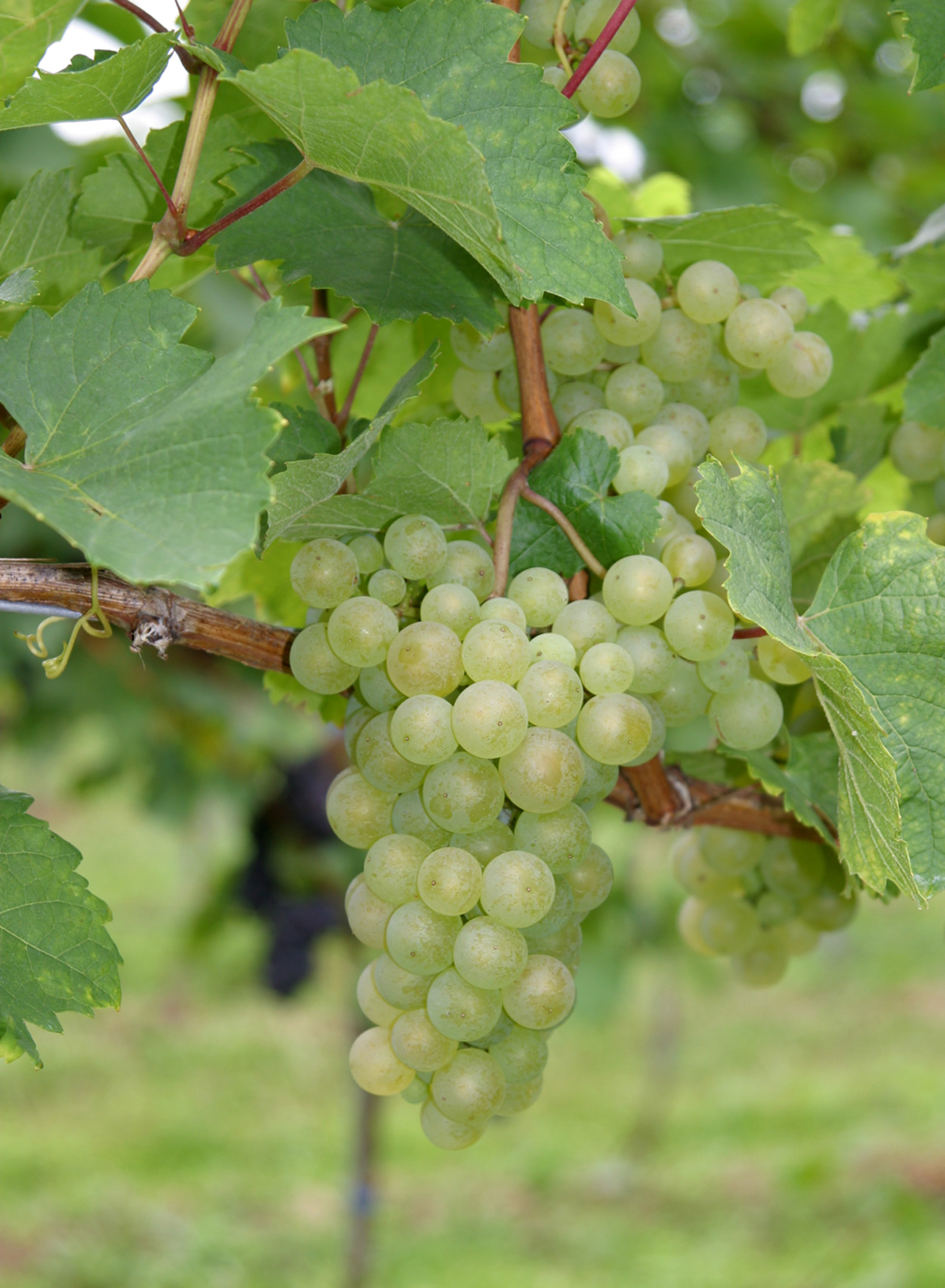
Weißer Heunisch

In der Ampelografie wird der Habitus folgendermaßen beschrieben: Da es sich um eine sehr alte Sorte handelt, entstand eine große Klonenvielfalt. Dies äußert sich durch sehr unterschiedliche Morphologie. Diese wird sichtbar an der wechselnden Intensität von Rotfärbung an Trieb, Ranken, Knospen, Blättern und Traubengerüst, der Behaarungsintensität von Triebspitze, jungen und ausgewachsenen Blättern und der Form und Haltung von Blättern, Trauben, Beeren und Trieb. Heunisch-Klone werden auch mit eigenem Namen benannt wie: Weißer Heunisch, Grobheunisch, Gelber Heunisch, Rotgestreifter Heunisch und Roter Heunisch. Diese sind aber keine selbstständigen Rebsorten.
- Triebspitzen: kahl und rötlich gefärbt
- Blatt: mittelgroß und derb, wenig gebuchteter Blattrand, gesägt, Unterseite leicht wollig behaart
- Triebwuchs: kräftig
- Traube: groß, pyramidal, astig, dichtbeerig, Beeren rund, weißgelb gefärbt mit dünner Beerenhaut, sonnenseitig braun gefleckt[17]

Ein Foto von Triebspitzen, Blättern und Trauben findet sich auf der Vitis-Datenbank.
Reife: spät

## Ertrag
Heunisch zeichnet sich durch hohe Ertragsmengen aus und ist durch einen späten Austrieb ertragssicher in Jahren mit spätem Frost.

## Vor- und Nachteile
Vorteile:
- sehr hoher und sicherer Ertrag (200 Hektoliter je Hektar)[20]
- anspruchslos
- später Austrieb, deshalb in Jahren mit Spätfrösten ertragssicher

Nachteile
- Weine sind extraktarm und säurereich
- selbst bei starker Mengenbegrenzung nur wenig Oechsle

## Wein
Der Wein ist von geringer Qualität, wässerig und sauer. Im Mittelalter wurde die Sorte wegen ihrer guten Fruchtbarkeit kultiviert. Hildegard von Bingen stellt in der zweiten Hälfte des 12. Jahrhunderts in ihrer Physica fest, der fränkische Wein sei ein starker Wein, der mit Wasser vermischt werden müsse, hingegen sei der hunnische von Natur aus wässrig und müsse nicht verdünnt werden.

## Synonyme
Gentechnische Untersuchungen ergaben, dass der Weiße Heunisch mit Goais blanc (Synonym in Frankreich) identisch ist.
225 Synonyme finden sich auch auf der Vitis-Datenbank: Absenger, Bauernweinbeer, Bauernweinbeere Weisse, Bauernweintraube, Belina, Belina Debela, Belina Domaca, Belina Drobna, Belina Krupna, Belina Moslavacka, Belina Pikasta, Belina Stara, Belina Starinska, Belina Starohrvatska, Belina Velika Bijela, Belina Welka, Belina Zuta, Bellina, Best’s N°4, Bettschisser, Blanc de Serres, Blancio, Boarde, Bogatyur, Bon Blanc, Bordenauer, Borzenauer, Bouillan, Bouillaud, Bouilleaud, Bouillen, Bouillenc, Bourgeois, Bourguignon, Branco Gigante, Branco Valente, Branestraube, Braune, Burgegger Weisser, Burger, Cagnou, Champagner Langstielig, Colle, Coulis, Dickweisser, Dickwiss, Elbe Saurer, Enfarine Blanc, Esslinger, Fejer Szozeloe, Figuier, Foirard, Foirard Blanc, Frankenthaler, Gau, Gauche Blanc, Gemeine Weisse Traube, Geuche Blanc, Gigante, Gigante Branco, Goe, Goet, Gohet, Goi, Goin, Goix, Got, Gouai, Gouais, Gouais Blanc, Gouais Jaune, Gouais Long, Gouais Rond, Gouas, Gouaulx, Gouay, Gouche, Gouche Blanche, Goue, Gouest, Gouest Sauge, Gouet Blanc, Gouette, Gouge, Gouget Blanc, Gouillaud, Gouis de Mardeuil, Gousse, Graubuensch, Grauhuensch, Grises Blanc, Grobe, Grober Saurer, Grobes, Grobes Saures, Grobheunisch, Grobweisse, Gros Blanc, Gruenling, Guache, Guay Jaune, Gueche Blanc, Guest Salviatum, Gueuche Blanc, Guilan, Guillan, Guinlan, Guy, Guy Blanc, Gwaess, Haehnisch, Hajnos, Harthuensch, Hartuensch, Heinisch, Heinish, Heinsch, Heinschen, Heinschen Weiss, Henisch, Hennische Weiss, Hensch, Heunisch, Heunisch Blanc, Heunisch Weisser, Heunischen Gruene, Heunischer, Heunischtraube, Heunish Weiss, Heunsch, Heunschen, Heunscher, Heunschler, Heunschlir, Hinschen, Hinschene, Hintsch, Huensch, Huenschene, Huentsch, Hunnentraube, Hunsch, Hunschrebe, Huntsch, Hyntsch, Isidora Nobilis, Isidortraube Edle, Issal, Issol, Kleinbeer, Kleinberger, Kleinberger Saurer, Krapinska Belina, Laxiertraube, Liseiret, Lisoera, Lisora, Lissora, Lombard Blanc, Luxiertraube, Malvasir, Mehlweisse, Mehlweisse Gruen, Mendic, Moreau Blanc, Mouillet, Nargouet, Pendrillart Blanc, Perveiral, Perveiral Bianco, Petit Gouge, Pichons, Pikanina Bijela, Plant de Sechex, Plant Madame, Plant Seche, President, Preveiral, Preveiral Bianco, Preveiral Blanco, Proveiral, Provereau Blanc, Pruvera, Rebula Old, Rebula Stara, Regalaboue, Resser, Riesling Grob, Rous Hette, Roussaou Blanc, Rudeca Belina, Saboule Boey, Sadoulo Bouyer, Scheisstraube, Schilcher, Seestock Grob, Stajerska Belina, Stara Hrvatska Belina, Stock Deutscher, Thalburger, Thalburger Gruenling, Trompe Bouvier, Trompe Valet, Valente, Valente Branco, Verdet, Verdin Blanc, Vitis Cathartica, Weinstock Deutscher, Weisse Aechte, Weisse Gemeine, Weisse Grob, Weisse Ordinaere, Weisse Traube, Weisser Heinisch, Weisser Heunisch, Weissgrobe, Weissheinsch, Weissstock, Weisstock, Wellina, Wippacher, Wolschestraube, Zapfner Weisser, Zoeld Hajnos